# Daniel Rydelius (1632–1681)
Daniel Rydelius, född 1632 i Östra Ryds socken, död 1681 i Röks socken, var en svensk präst.

## Biografi
Daniel Rydelius föddes 1632 i Östra Ryds socken. Han var son till kyrkoherden Magnus Ignæus och Margareta Pedersdotter. Rydelius blev 1652 student vid Uppsala universitet och prästvigdes 14 april 1654. Han blev 1667 krigspräst och 1669 vid Östgöta kavalleriregemente. Rydelius blev 5 februari 1673 kyrkoherde i Röks församling, med tillträde samma år. Han avled 1681 i Röks socken.
Rydelius gifte sig med Margareta Nilsdotter (död 1711). De fick tillsammans barnen Thes (död 1716), Sidonia och Hezekiel (död 1710).